# Trilobomyia insolita
Trilobomyia insolita är en tvåvingeart som beskrevs av Marikovskij 1956. Trilobomyia insolita ingår i släktet Trilobomyia och familjen gallmyggor. Inga underarter finns listade i Catalogue of Life.